# Volksschule 33 Dorfhalleschule
Die Volksschule 33 Dorfhalleschule ist eine Volksschule in Linz.

## Architektur und Gebäude
Die Schule wurde 1954 von den Architekten Franz Gary und Walther Ister erbaut. Im Gebäude ist die Volksschulen 33 untergebracht.
Das Gebäude ist ein dreigeschoßiger Trakt mit Seitenvorbauten. Im Erdgeschoß befindet sich eine Kolonnade. Die seitliche Eingänge haben weit ausladende freitragende Vordächer.
Im Gebäude befindet sich ein Hort mit 5 Gruppen, darunter eine Integrationsgruppe, mit 104 Plätzen.
Weiteres sind das Volkshaus, eine Eltern-Mutter-Beratung eine Außenstelle der Jugendwohlfahrt im Gebäude untergebracht.

## Pädagogische Arbeit, Ausstattung und Angebote
Die Volksschule 33 Dorfhalleschule hat 14 Klassen der 1. bis 4. Schulstufe (Stand 2022/23).
Die Schule wird als Ganztagsschule geführt.
Im Jahr 2012 wurde die Schule mit dem Sonderpreis der Jury zum Österreichischen Schulpreis ausgezeichnet.
Die VS 33 – Dorfhalleschule ist seit Juni 2022 Gütezeichenschule für Umwelt.